# Quincy (Metro de Chicago)
Quincy es una estación en las líneas Rosa, Naranja, Marrón y Púrpura del Metro de Chicago. La estación se encuentra localizada en 220 South Wells Street en Chicago, Illinois. La estación Quincy fue inaugurada el 3 de octubre de 1897.  La Autoridad de Tránsito de Chicago es la encargada por el mantenimiento y administración de la estación.

## Descripción
La estación Quincy cuenta con 2 plataformas laterales y 2 vías. 

## Conexiones
La estación es abastecida por las siguientes conexiones de autobuses: 
- Rutas del CTA Buses